# Camptorrhiza
Camptorrhiza, biljni rod trajnica iz porodice mrazovčevki, smješten u tribus Iphigenieae. Postoje dvije priznate vrste (trajnice), jedna iz Indije (država Maharashtra), i druga s juga Afrike
Afrička vrsta C.strumosa, u divljini se ponekad bere zbog jestivog gomolja.

## Vrste
1. Camptorrhiza indica S.R.Yadav, N.P.Singh & B.Mathew
2. Camptorrhiza strumosa (Baker) Oberm.

## Sinonimi
- Iphigeniopsis Buxb.